# Bembidion viridicolle
Bembidion viridicolle är en skalbaggsart som beskrevs av Lafette. Bembidion viridicolle ingår i släktet Bembidion och familjen jordlöpare. Inga underarter finns listade i Catalogue of Life.